# Троице-Казанский храм (Сантьяго)
Це́рковь Свято́й Тро́ицы и Каза́нской ико́ны Бо́жией Ма́тери (исп. Iglesia de la Santísima Trinidad y Santísima Virgen de Kazán) — храм Южно-Американской епархии Русской православной церкви заграницей, расположенный в Сантьяго.

## История
25 декабря 1933 года в Сантьяго был организован русский православный приход Казанской иконы Божией Матери, возглавляемый протоиереем Илиодором Антиповым. Это был первый православный приход за всю историю Чили..

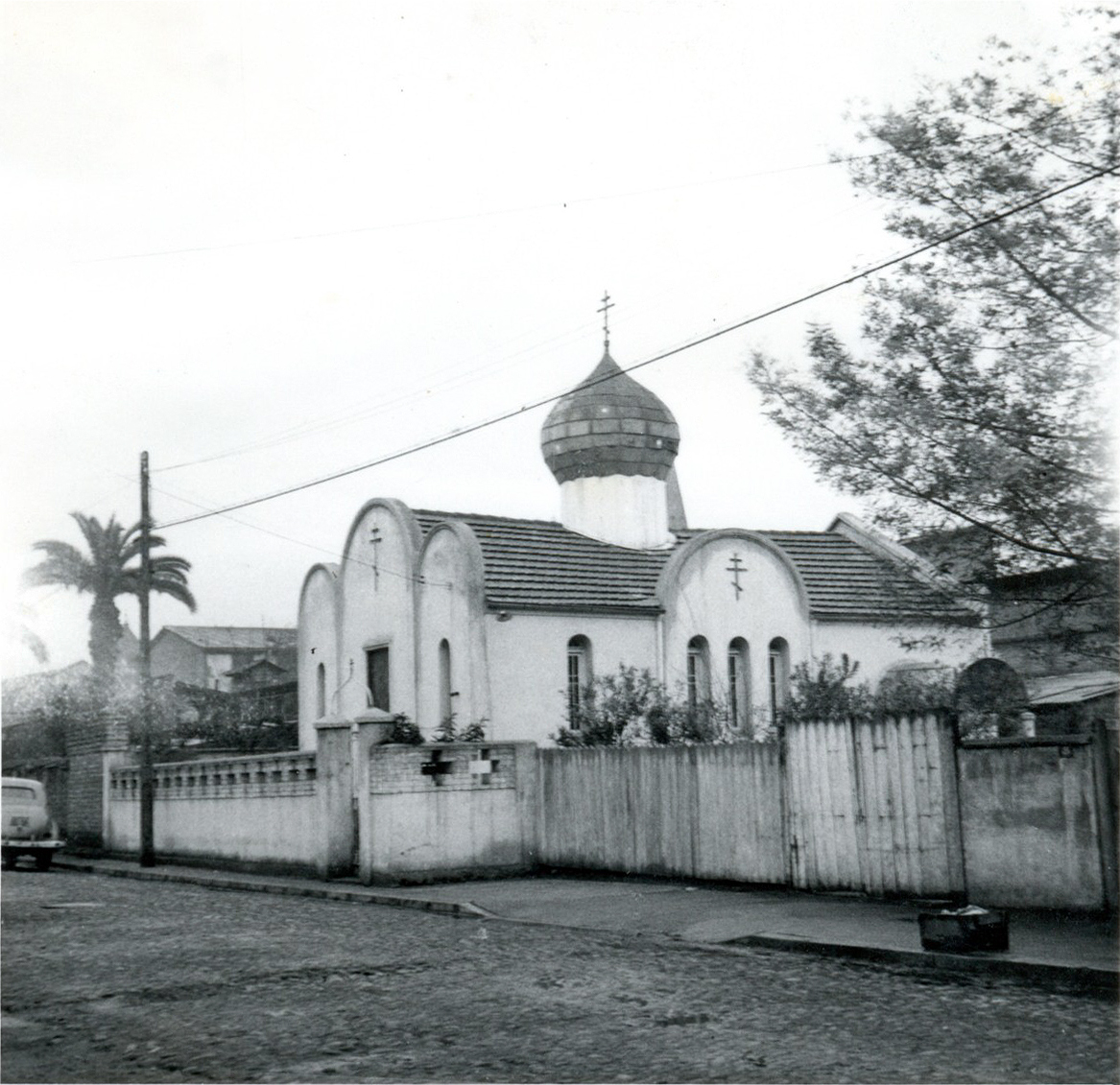
Первоначальный облик храма

Постройка храма, осуществлённая на средства и силами самих прихожан была закончена в 1946 году. Православный храм в Сантьяго стал очагом русской культуры: во дворе Русского дома устраивались праздники, была собрана по крупицам библиотека. В 1948 году в Сантьяго была основана православная община во имя Казанской иконы Божией Матери.
21 октября 1953 года решением Архиерейского собора РПЦЗ епископ Леонтий (Филиппович) был назначен епископом Сантьягским и Чилийско-Перуанским; одновременно Собор постановил «преосвященному Леонтию предложить принять настоятельство в Св. Троицкой церкви г. Сантъяго».
Вот как описывал жизнь русского прихода в Сантьяго в конце 1950-х годов один из тогдашних прихожан:

Архиепископ Леонтий живёт в деревянном примитивном домике, примыкающем к собору, где находится и его Епархиальное управление. Владыка ежедневно совершает строго уставные богослужения в Свято-Троицком соборе с помощью монахинь, которые живут в своём небольшом каменном домике вблизи собора. По воскресным и праздничным дням поёт небольшой хор, которым управляют поочередно монахини Иоанна и Иулиания.
После ухода Свято-Троицкого прихода в Лиме в Северо-Американскую митрополию в 1959 году и катастрофического землетрясения в Чили в мае 1960 года, епархия свелась почти к одному приходу в Сантьяго.
После смерти архиепископа Леонтия в июле 1971 году Троицкий приход, Указом Архиерейского Синода РПЦЗ, выведен из-под юрисдикции епископата Южно-Американского и Архимандрит Вениамин (Вознюк), оставшийся единственным священником Русской Зарубежной Церкви в Чили, был назначен администратором Чилийской епархии с переводом под непосредственную юрисдикцию Архиерейского Синода РПЦЗ.
Нынешняя церковь была построена в 1975 году на средства и силами самих прихожан по проекту инженера Р. В. Эпле. При этом Троицкий и Казанский приходы окончательно слились в один.
В 2001 году после возникновения раскола в РПЦЗ настоятель храма архимандрит Вениамин (Вознюк) не признал уход на покой митрополита Виталия (Устинова) при продолжил понимать его; вместе с тем поминал как своего правящего архиерея епископа Александра (Милеанта), оставшегося верным канонической РПЦЗ митрополита Лавра. Побывавший в этот период в храме иеромонах РПЦЗ(В) Дамаскин (Балабанов) вспоминал о своём служении в этом храме:

Я читаю входные молитвы. Затем, переоблачаюсь и совершаю Проскомидию. Отец Вениамин куда-то вышел на улицу. В храме только я и на клиросе одинокий чтец. Время уходит. Пора начинать читать Часы. После моего возгласа, чтец читает третий час. Потом час шестой. Я совершаю каждение Алтаря и всего храма. В храме, по-прежнему, нет никого из прихожан. <…> — Благословенно Царство… Литургия Оглашенных… Литургия Верных… На клирос подходят матушка Иулиания с девочками из приюта. «Верую» и «Отче наш» девочки с матушкой поют ещё и по-испански. <…> Только после «Отче наш», храм постепенно заполняется пожилыми людьми. Их не более сорока человек. Кроме меня, почему-то больше никто не причащается.

25 ноября 2004 года приход посетил Первоиерарх РПЦЗ митрополит Лавр. По словам Николая Казанцева

архимандрит Вениамин (Вознюк) <…> два часа увещевал митрополита Лавра не идти на слияние с МП, укорял его за грубое притеснение и преследование немощного митрополита Виталия, говорил ему, что Патриархия издевается над зарубежными соглашателями, демонстративно умножая проявления почитания митрополита Сергия, заявил, что он, архимандрит Вениамин, митрополита Лавра не поминает и предупредил, что если тот будет дальше идти в теперешнем направлении, он от него отойдёт окончательно. <…> всё это было сказано весьма решительно и громко. <…> В заключение, архимандрит Вениамин допустил, чтобы митрополит Лавр отслужил краткий молебен перед Иконой Курской Коренной Божьей Матери, которую первоиерарх привёз с собой, но «посоветовал» ему литургию не служить: «Имейте в виду, что если Вы на литургии будете проповедовать в пользу объединения с Патриархией, то мне придётся там же, всенародно, Вам ответить. Так что лучше уж не служите… А вот после литургии будет трапеза, прихожане хотят Вам высказать свои мнения». Обескураженный митрополит сразу же распорядился менять билеты и лететь в Буэнос-Айрес: — за два дня до предвиденного. И не один архимандрит Вениамин <…> «проявил бесстрашие перед лицом сильных мира всего»..
После смерти епископа Александра и митрополита Виталия архимандрит Вениамин поминал только «епископство гонимой Церкви Российской».
Из-за ухода настоятеля и возглавляемого им прихода в раскол, в январе 2005 года в Сантьяго был основан приход РПЦЗ во имя святого Нектрия Эгинского. Он просуществовал до марта 2018 года.

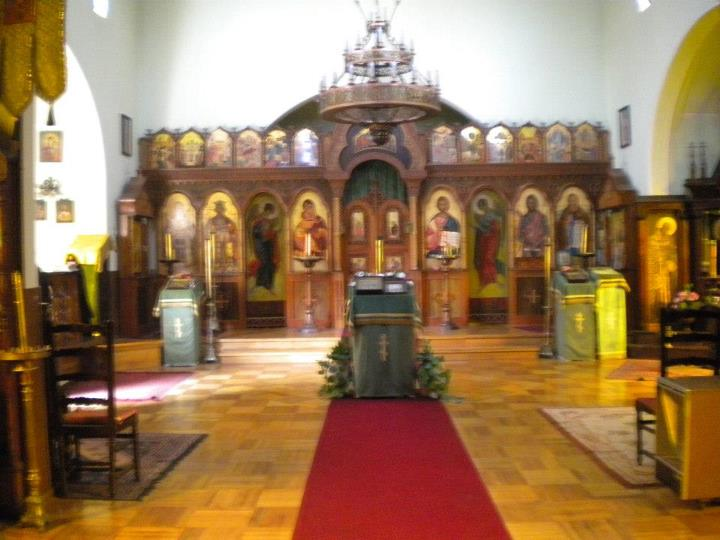

6 февраля 2008 года архиепископ Иларион (Капрал), прибывший в Сантьяго, встретился с архимандритом Вениамином (Вознюком). «Вениамин принял владыку и его спутников добродушно и уважительно. <…> Он высказал владыке его переживания и приводил много исторических примеров которые, по его мнению, поддерживали его точку зрения. Во время беседы зашла мать игумения Иулиания, которая с большим вниманием слушала всё, что говорил о. Вениамин, Владыка и о. Михаил. Несмотря на то, что реально не было достигнуто консенсуса по вопросу о восстановлении церковного единства и, что о. Вениамин и матушка Иулиания, остались при своём прежнем мнении — всё таки о. Вениамин и мать игумения расстались с владыкой и иже с ним по-хорошему».
По словам протоиерея Николая Балашова, побывавшего в Чили во время Дней русской культуры в Южной Америке в 2008 году: «Прихожане Троицкого храма говорили нам о своём желании быть вместе с Русской Православной Церковью. Однако очень пожилой настоятель прихода (архимандриту Вениамину 82 года), к сожалению, пока живёт в круге привычных ему представлений о безбожной и коммунистической России. И, несмотря на то, что он охотно вступил в контакт, переубедить его весьма трудно».
2 июня 2015 года на Пятидесятницу впервые за много лет в Свято-Троицком храме были совершены богослужения епископом Каракасским и Южно-Американским Иоанном (Берзинем), что знаменовало возвращение храма в лоно Русской Зарубежной Церкви. В богослужении участвовали прихожане русско-сербской общины святителя Охридского Николая и общины святителя Нектария, митрополита Пентапольского. Это первый случай возвращения из раскола прихода РПЦЗ на Латиноамериканском континенте.
6 декабря 2015 года в храме возглавил богослужение митрополит Амфилохий (Радович), которому сослужили иерей Стефан Йованович, иерей Душан Михайлович, протоиерей Алексий Аэдо (РПЦЗ), иерей Франциско Сальвадор (Антиохийский Патриархат), диакон Роберто Леон Рамирес (РПЦЗ).